# Notidobia nekibe
Notidobia nekibe là một loài Trichoptera trong họ Sericostomatidae. Chúng phân bố ở miền Cổ bắc.